# Бьянкуччи, Максимилиано
Максимилиано «Макси» Даниэль Бьянкуччи Куччитини (исп. Maximiliano Daniel Biancucci Cuccitini; 15 сентября 1984, Росарио, Аргентина) — аргентинский футболист, нападающий.

## Личная жизнь
Родился в 1984 году в городе Росарио. У него есть младший брат Эмануэль Бьянкуччи (р. 1988), который также стал футболистом. Их двоюродный брат — лучший бомбардир в истории сборной Аргентины Лионель Месси (р. 1987).

## Клубная карьера
Воспитанник клуба «Сан-Лоренсо». В начале карьеры несколько лет выступал в чемпионате Парагвая. Летом 2007 года подписал контракт с бразильским «Фламенго». Дебютировал в чемпионате Бразилии 
5 августа 2007 года в матче против «Сантоса», в котором вышел на замену на 70-й минуте вместо Рожера. В составе «Фламенго» Бьянкуччи провёл 45 матчей и забил 5 голов, вместе с клубом он стал чемпионом Бразилии 2009 года и победителем Лиги Кариока в том же году.
В 2010 году перешёл в мексиканский «Крус Асуль», за который выступал на протяжении одного года, сыграл 26 матчей, а также выступал с командой в Лиге чемпионов КОНКАКАФ. В 2011 году он выступал в аренде за парагвайский клуб «Олимпия» Асунсьон, с котором позже подписал полноценный контракт. В 2013 году Бьянкуччи вернулся в Бразилию, где выступал в Серии А и Серии В за клубы «Витория» и «Баия». В 2016-17 годах вновь был игроком «Олимпии», а также клубом «Сеара» и «Рубио Нью», после чего завершил профессиональную карьеру.